# Elaphoglossum obscurum
Elaphoglossum obscurum là một loài thực vật có mạch trong họ Lomariopsidaceae. Loài này được (E. Fourn.) C. Chr. mô tả khoa học đầu tiên năm 1905.